# Kleinkaliberverein Hunstig

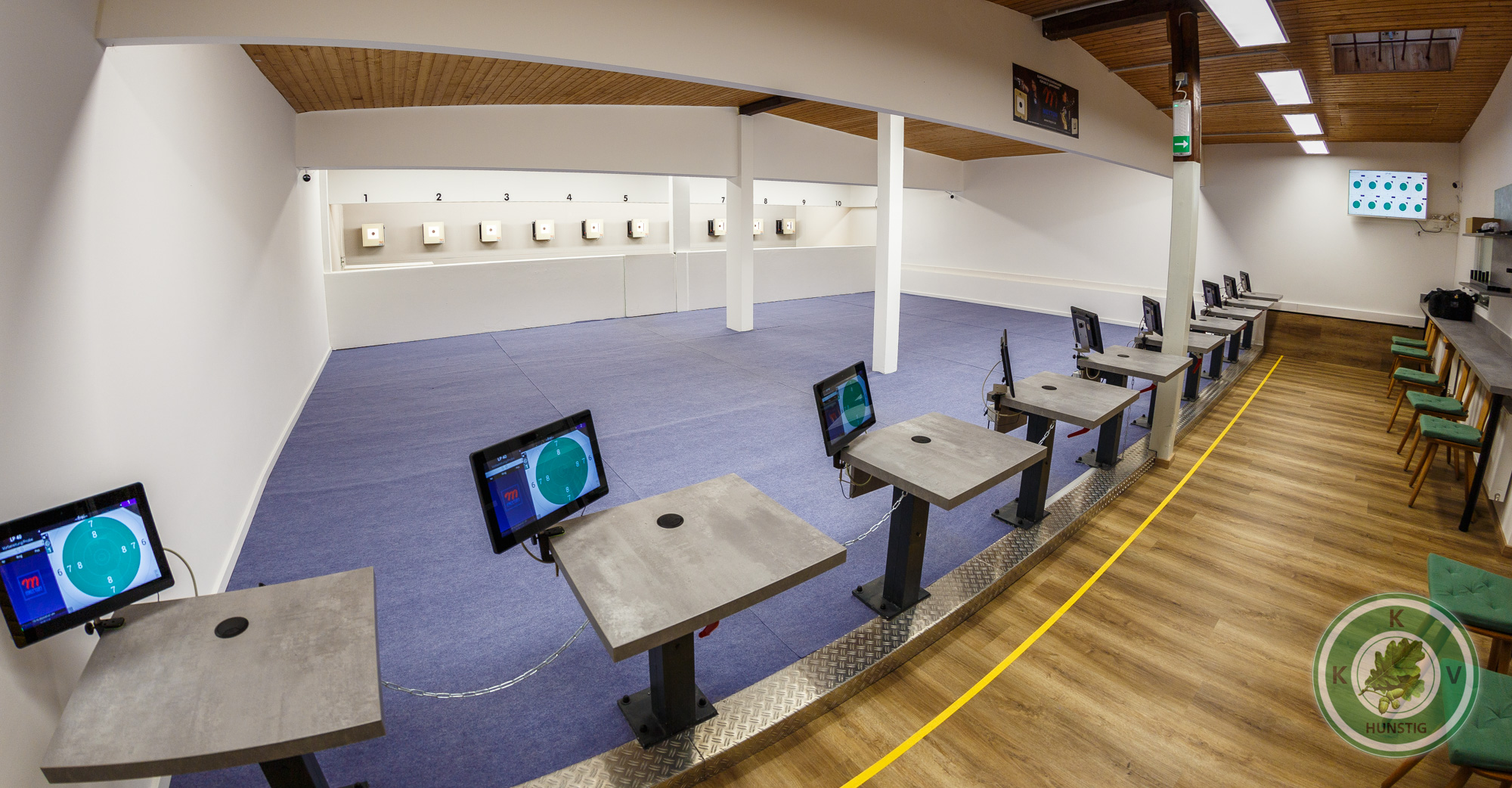
Elektronische Schießsportanlage mit 10 Bahnen für Luftgewehr und Luftpistole

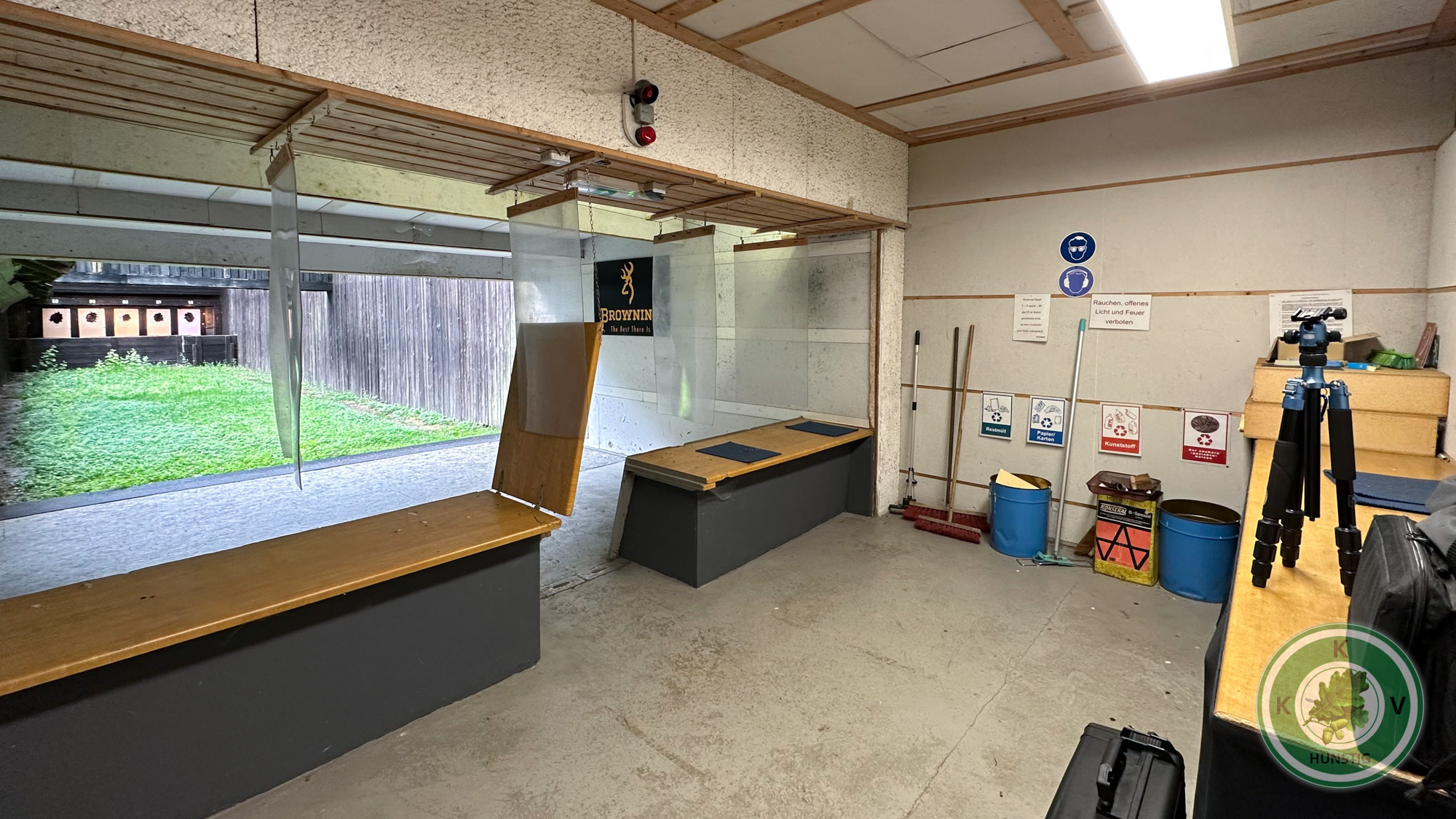
25-Meter-Schießanlage mit zwei Sektionen mit je 5 Bahnen mit Drehscheibenanlage

Der Kleinkaliberverein Hunstig e. V. (KKV Hunstig) ist ein 1954 gegründeter Schießsportverein in Hunstig. Der Verein bietet Disziplinen im Kleinkaliber-, Druckluft- und Großkaliberschießen an.

## Beschreibung
Der Verein verfügt über eine eigene Sportanlage mit 10-, 25- und 50-Meter-Schießbahnen. Dies ermöglicht das Training sowie die Austragung von Wettkämpfen auf verschiedenen Distanzen. Er nimmt regelmäßig an Bezirks-, Landes- und Deutschen Meisterschaften teil und hat zahlreiche Titelgewinne errungen. Besonders erfolgreich ist die Luftpistolenmannschaft des Vereins, die in der 2. Bundesliga antritt.
Der Verein ist Mitglied im Rheinischen Schützenbund (RSB). Neben dem Leistungssport bildet der Kleinkaliberverein Anfänger aus und betreibt die Weiterentwicklung erfahrener Schützen. Viele Mitglieder sind Senioren, Schützen mit Einschränkungen oder Personen mit Migrationshintergrund.